# السياحة الجنسية مع الأطفال
سياحة الجنس مع الأطفال (Child sex tourism) هي السياحة بهدف الانخراط في دعارة الأطفال، التي تسهل إساءة معاملة الأطفال تجاريًا. تعريف الطفل في اتفاقية حقوق الطفل التابعة للأمم المتحدة هو "أي كائن بشري تحت سن 18 عامًا". تسفر سياحة الجنس للأطفال عن عواقب نفسية وجسدية للأطفال المستغلين، قد تشمل الأمراض المنقولة جنسيًا (بما في ذلك فيروس نقص المناعة البشرية/الإيدز)، "الإدمان على المخدرات، الحمل، سوء التغذية، الرفض الاجتماعي، والموت"، وفقًا لوزارة الخارجية الأمريكية. سياحة الجنس مع الأطفال، جزء من صناعة السياحة الجنسية العالمية التي تقدر بمليارات الدولارات، هي نوع من دعارة الأطفال ضمن القضية الأوسع لـالاستغلال الجنسي التجاري للأطفال. يعاني نحو 2 مليون طفل حول العالم من آثار سياحة الجنس للأطفال. الأطفال الذين يعملون كدعاة في تجارة سياحة الجنس للأطفال غالبًا ما يكونون قد تم إغواؤهم أو اختطافهم إلى العبودية الجنسية.
يمكن تصنيف مستخدمي الأطفال للأغراض التجارية والجنسية حسب الدافع. على الرغم من أن المتحرشون بالأطفال يرتبطون عادةً بسياحة الجنس للأطفال، إلا أنهم ليسوا الأغلبية بين المستخدمين. هناك نوعان من المعتدين: المعتدون التفضيليون الذين يفضلون الأطفال بشكل محدد، لأنهم يسعون لبناء علاقة مع الطفل أو لأنهم يرون أن خطر الإصابة بالأمراض المنقولة جنسيًا أقل؛ والمعتدون الموقفيون، وهم المعتدون الذين لا يبحثون بنشاط عن الأطفال لكن الفعل نفسه يكون فرصة لهم. بالنسبة للمعتدين الموقفيين، قد لا يهتمون بالتحقق من عمر الدعارة قبل الانخراط في النشاط الجنسي.
يمكن للمعتدين على الأطفال المسافرين استخدام الإنترنت للتخطيط لرحلاتهم من خلال البحث عن وتبادل المعلومات حول فرص سياحة الجنس للأطفال وأماكن تواجد الأطفال الأكثر عرضة للاستغلال، عادةً في مناطق منخفضة الدخل. قامت العديد من الحكومات بتشريع قوانين تسمح بمحاكمة مواطنيها على جرائم الإساءة الجنسية للأطفال التي ارتكبوها خارج بلادهم. ومع ذلك، بينما قد تثني القوانين ضد سياحة الجنس للأطفال المعتدين الموقفيين الذين قد يتصرفون بشكل عفوي، إلا أن المتحرشون بالأطفال الذين يسافرون خصيصًا بهدف استغلال الأطفال لا يمكن ردعهم بسهولة.

## الخلفية
لقد تم ربط سياحة الجنس للأطفال ارتباطًا وثيقًا بـالفقر، والنزاعات المسلحة، والتصنيع السريع، والنمو السكاني المتفجر. في أمريكا اللاتينية وجنوب شرق آسيا، على سبيل المثال، يتحول الأطفال الذين يعيشون في الشوارع إلى الدعارة كملاذ أخير. بالإضافة إلى ذلك، فإن الأطفال الضعفاء هم أهداف سهلة للاستغلال من قبل تجار البشر. تم تحديد دول مثل جنوب إفريقيا، الولايات المتحدة، تايلاند، كامبوديا، الهند، نيبال، جمهورية الدومينيكان، كينيا والمغرب كوجهات رئيسية للاستغلال الجنسي للأطفال. أيضًا، وُجد أن أعمار الضحايا الأطفال في كامبوديا وميانمار والفلبين وتايلاند تتراوح من 6 إلى 11 عامًا، تليها الأعمار من 12 إلى 15 عامًا، ومن 15 إلى 17 عامًا.
في عام 2012، أفاد المقرر الخاص بشأن بيع الأطفال ودعارة الأطفال والمواد الإباحية للأطفال: "تختلف دول منشأ السياح الجنسيين الأطفال حسب المناطق، ولكن يُعترف عمومًا أن الطلب يأتي من الدول المتقدمة، بما في ذلك الدول الغنية في أوروبا وأمريكا الشمالية وروسيا واليابان وأستراليا ونيوزيلندا. على سبيل المثال، تم تحديد الأستراليين كأكبر مجموعة من السياح الجنسيين الذين تم محاكمتهم في تايلاند (31% من الإجمالي). من بين 146 قضية تم التحقيق فيها من قبل منظمة Action Pour Les Enfants (APLE) في كامبوديا بين عامي 2003 وأبريل 2012، كانت 32 قضية أمريكية، و24 فرنسية، و20 فيتنامية. في المناطق الساحلية في كينيا، على سبيل المثال، كانت 30% من المعتدين مقيمين، و70% منهم أجانب: إيطاليون (18%)، وألمان (14%)، وسويسريون (12%)، مع السياح القادمين من أوغندا وجمهورية تنزانيا المتحدة في المرتبتين الخامسة والسادسة. في كوستاريكا، وفقًا للمعلومات المتوفرة، تم القبض بين عامي 1999 و2005 على 74 شخصًا للاشتباه في استغلالهم الجنسي التجاري للأطفال. من بين المعتقلين، كان 56 من المواطنين الكوستاريكيين و18 من الأجانب".
في تايلاند، لا يُعرف العدد الدقيق للأطفال العاملين في الدعارة، ولكن معهد البحث في النظام الصحي التايلاندي يذكر أن الأطفال في الدعارة يشكلون 40% من العاملين في مجال الدعارة في تايلاند. في كمبوديا، تم تقدير أن حوالي ثلث جميع العاملين في الدعارة هم تحت سن 18. في الهند، تقول الشرطة الفيدرالية أن حوالي 1.2 مليون طفل يُعتقد أنهم ضحايا للدعارة. وحتى وقت قريب، كانت البرازيل تعتبر الأسوأ في سجل تهريب الأطفال للدعارة بعد تايلاند. وفقًا لتقرير كريس روجرز على بي بي سي وورلد "الآن تتفوق البرازيل على تايلاند كأكثر وجهات سياحة الجنس شهرة". تشير تقارير DLN إلى أن "البرازيل في الوقت الحالي تتصدر بشكل ملحوظ سوق سياحة الجنس للأطفال وتتنافس لتتفوق على تايلاند".
تخلق سياحة الجنس التي تستهدف الأطفال حوافز مالية ضخمة للمُهربيين. تؤثر تجارة البشر على ما يُقدر بـ 1.2 مليون ضحية من الأطفال. كما ذكر مكتب الأمم المتحدة المعني بالمخدرات والجريمة (UNODC) مؤخرًا أن 79% من جميع حالات الاتجار بالبشر تتم لأغراض الاستغلال الجنسي، مما يُعد من أسرع الأنشطة الإجرامية نموًا في العالم.
تلاحظ يونيسف أن النشاط الجنسي يُعتبر غالبًا أمرًا خاصًا، مما يجعل المجتمعات مترددة في التدخل في حالات الاستغلال الجنسي. هذه المواقف تجعل الأطفال أكثر عرضة للاستغلال الجنسي. ويحدث معظم استغلال الأطفال نتيجة لدمجهم في تجارة الجنس البالغة حيث يتم استغلالهم من قبل المحليين وسياح الجنس. يوفر الإنترنت أداة فعالة للتواصل العالمي للأفراد لتبادل المعلومات حول الوجهات وكيفية الحصول على الأطفال الضعفاء.
في حالات involving الأطفال، لدى الولايات المتحدة قوانين داخلية صارمة تُحاسب أي مواطن أمريكي أو مقيم دائم في الولايات المتحدة يسافر إلى الخارج بغرض ارتكاب سلوك غير قانوني مع قاصر. ومع ذلك، تظل صناعة المواد الإباحية للأطفال وسياحة الجنس وتهريب البشر من الصناعات سريعة النمو. قدم النائب كريس سميث، عضو الكونغرس من نيوجيرسي، مؤخرًا مشروع القانون H.R. 1623، قانون ميغان الدولي. مماثل لقانون ميغان الداخلي (المسمى نسبة إلى ميغان كانكا من نيوجيرسي)، الذي يوفر إشعارًا للمجتمع عندما يكون أحد المعتدين الجنسيين في المنطقة، سيتضمن مشروع القانون H.R. 1623 إعلام المسؤولين في الخارج عندما يعتزم مرتكبو الجرائم الجنسية الأمريكيين السفر، كما سيشجع الدول الأخرى على الاحتفاظ بقوائم المعتدين الجنسيين وإخطار الولايات المتحدة عند قدوم شخص مُدان معروف إلى الولايات المتحدة من أجل سياحة الجنس. على الرغم من المشاكل الجادة التي تواجه سجلات مرتكبي الجرائم الجنسية في الولايات المتحدة، فإن منظمات حقوق الإنسان مثل ECPAT ويونيسف ترى أن هذا سيكون خطوة في الاتجاه الصحيح.

## السياحة الجنسية عبر الكاميرات للأطفال
وفقًا لتقديرات مكتب التحقيقات الفيدرالي، يوجد 750,000 متحرشًا عبر الإنترنت في أي وقت معين في 40,000 غرفة دردشة عامة. تم العثور على عروض من 20,000 مستخدم للإنترنت لدفع مقابل أداءات جنسية عبر الكاميرا في تحقيق دام 10 أسابيع تم إجراؤه من مستودع في أمستردام، في حملة "تير ديه أومس" الهولندية ضد السياحة الجنسية عبر الكاميرات للأطفال، باستخدام "سويتِي"، وهو نموذج حاسوبي ثلاثي الأبعاد. من بين 21,000 جاني، تم تحديد 1,000 منهم من أستراليا، كندا، جامايكا، ألمانيا، غانا، الهند، إيطاليا، موريشيوس، هولندا، جنوب أفريقيا، تركيا، المملكة المتحدة، والولايات المتحدة. تم تتبع 110 من المشتبه بهم عبر الإنترنت في المملكة المتحدة و254 آخرين إلى أجهزة كمبيوتر في الولايات المتحدة. بالتعاون مع Avaaz.org، أنشأت "تير ديه أومس" هولندا عريضة على الإنترنت للضغط على الحكومات لاعتماد سياسات تحقيق استباقية لحماية الأطفال ضد السياحة الجنسية عبر الكاميرات للأطفال.

## الاستجابة العالمية
في السنوات الأخيرة[متى؟]، كان هناك زيادة في محاكمة جرائم السياحة الجنسية للأطفال. لدى ما لا يقل عن 38 دولة قوانين الولاية القضائية الخارجية التي تسمح بمحاكمة مواطنيها بشكل محدد عن الجرائم المتعلقة الاعتداء الجنسي على الأطفال المرتكبة في الخارج، وهناك 31 دولة أخرى لديها قوانين خارجية أكثر عمومية يمكن استخدامها لمحاكمة مواطنيها عن الجرائم المرتكبة أثناء رحلات السياحة الجنسية للأطفال. اعتبارًا من مايو 2016، وقعت 173 دولة على البروتوكول الاختياري بشأن بيع الأطفال، والدعارة للأطفال، ومواد إباحية للأطفال وصدقته، والذي يعبر عن "القلق العميق بشأن الممارسة المستمرة والمنتشرة للسياحة الجنسية، التي يكون الأطفال أكثر عرضة لها". كما يلزم البروتوكول الأطراف بتمرير قوانين في أراضيها ضد هذه الممارسات "المعاقب عليها بعقوبات مناسبة تأخذ في الحسبان خطورتها". استجابةً لهذه السياحة الجنسية للأطفال، بدأ المنظمات غير الحكومية (NGOs)، وصناعة السياحة، والحكومات في معالجة هذه القضية. أنشأت منظمة السياحة العالمية (WTO) فريق عمل لمكافحة السياحة الجنسية للأطفال. في عام 1996، أنشأت منظمة السياحة العالمية، إيبكات (نهاية الدعارة للأطفال، المواد الإباحية للأطفال، وتهريب الأطفال لأغراض جنسية) ومشغلو السياحة الاسكندنافية مدونة السلوك للاستغلال الجنسي للأطفال في السفر والسياحة في السفر والسياحة. اعتبارًا من أبريل 2013، وقع أكثر من 1200 شركة سياحة من 40 دولة على هذه المدونة.

## أنشطة إنفاذ القانون الدولية
تشارك تحقيقات الأمن الداخلي في الولايات المتحدة في التحقيق والقبض على السياح الجنسيين للأطفال. في عام 2003، أطلقت ICE "عملية المفترس"، مما أدى إلى اعتقال أكثر من 11,000 متحرشًا جنسيًا، بما في ذلك أكثر من 1,100 خارج الولايات المتحدة. بينما ترفض وكلاء ICE التعليق على وسائل وأساليب عملهم، أفادت التقارير الإعلامية باستخدام وكلاء متخفيين، وعمليات تشويش على الإنترنت، وتقنيات متقدمة. قالت وكلاء ICE في بانكوك مع ذلك أنهم في كثير من الأحيان يتلقون معلومات من المنظمات غير الحكومية المحلية حول الأجانب في تايلاند الذين يشتبه في ارتكابهم اعتداءات جنسية على الأطفال. في بعض الأحيان، يقوم مسؤولو إنفاذ القانون في الولايات المتحدة، مثل شريف المقاطعات المحليين ومسؤولي الإفراج المشروط، بإبلاغهم عن المعتدين الجنسيين المعروفين الذين يسافرون إلى المنطقة. في كلا الحالتين، يعمل وكلاء ICE المحليون مع نظرائهم من الشرطة التايلاندية الملكية لمراقبة تحركات المشتبه بهم أثناء وجودهم في تايلاند. يشارك شرطة المملكة المتحدة ومركز حماية الأطفال من الاستغلال على الإنترنت (CEOP) بنشاط في مراقبة السياح الجنسيين للأطفال وتقديم المحاكمات. تشارك الانتربول بنشاط في متابعة المجرمين أيضًا.

## مكافحة السياحة الجنسية للأطفال

### آسيا
- كمبوديا: تقرير "الاتجار بالبشر" لعام 2010 أفاد بأن بيع الفتيات العذراوات لا يزال يمثل مشكلة خطيرة في كمبوديا، وأن عدداً كبيراً من الرجال الآسيويين والأجانب يسافرون إلى كمبوديا للمشاركة في السياحة الجنسية للأطفال.[32] يحتوي قانون كمبوديا لعام 1996 بشأن مكافحة الاختطاف والاتجار واستغلال البشر على تشريعات ضد الاستغلال الجنسي التجاري للأطفال، وعلى الرغم من أن القانون يركز في الغالب على الاتجار بالبشر، إلا أنه يعالج أيضاً الدعارة.[33] سن الرشد في كمبوديا هو 15 سنة، ولا يحدد القانون بشكل خاص أو يحظر الدعارة للأطفال.[33] يقدر أن ثلث العاملين في الدعارة في كمبوديا هم من الأطفال.[34]
- الصين: تقرير "الاتجار بالبشر" لعام 2010 أفاد بأن حكومة الصين لم تتخذ تدابير كافية للحد من الطلب على العمل القسري، والأعمال الجنسية التجارية، أو السياحة الجنسية للأطفال.[35]
- إندونيسيا: تقرير "الاتجار بالبشر" لعام 2010 أفاد بأن السياحة الجنسية للأطفال منتشرة في معظم المناطق الحضرية والوجهات السياحية، مثل بالي وجزيرة رياو في إندونيسيا.[35] في الآونة الأخيرة، أصبحت جزر إندونيسيا مثل بالي وباتام معروفة للسياحة الجنسية للأطفال. كما أصبحت هذه الجزر وجهات للاتجار بالجنس.[33] بموجب قانون جنائي في إندونيسيا، يمكن معاقبة أي مواطن إندونيسي لانتهاكه قانون حماية الطفل أو القانون الجنائي سواء داخل إندونيسيا أو خارجها.[33] يوفر قانون حماية الطفل 28 قانوناً عاماً لحماية حقوق الأطفال.[33] توفر بعض الأقسام قوانين خاصة بالمعاملة الجنسية للأطفال. ينص أحد القوانين على أنه من غير القانوني استخدام طفل من أجل مكاسب مالية شخصية أو تجارية.[33] إذا لم يتم الالتزام بهذا القانون، يمكن أن تصل العقوبة إلى السجن لمدة تصل إلى عشر سنوات و/أو غرامة مالية قدرها 200 مليون روبية إندونيسية، ما يعادل 22,000 دولار أمريكي.[33]
- كوريا الجنوبية: كان الرجال الكوريون الجنوبيون من المحركات الرئيسة للسياحة الجنسية للأطفال في آسيا لفترة من الوقت. في عام 2005، أفادت صحيفة The Korea Times أنه تم عقد ندوة دولية لمناقشة استراتيجيات للحد من الأعداد المرتفعة للسياح الكوريين الذين يشاركون في السياحة الجنسية للأطفال في جنوب شرق آسيا. ناقشت الندوة "الظروف والتدابير لمكافحة السياحة الجنسية للأطفال والشباب من قبل الرجال الكوريين في الخارج" القضايا المتعلقة بالرجال الكوريين الذين يطلبون خدمات الأطفال الجنسية في جميع أنحاء آسيا، ولكن كانت كمبوديا والفلبين هما الأكثر إزعاجاً. "[قال المشاركون] إن الرجال الكوريين يُعتقد أنهم يستغلون الوضع البائس للأطفال الكمبوديين"، الذين يُجبرون على بيع الخدمات الجنسية لمساعدة عائلاتهم.[36] كما أفاد تقرير "الاتجار بالبشر" لعام 2019 بأن الرجال الكوريين الجنوبيين يشاركون في السياحة الجنسية للأطفال في كمبوديا، الصين، منغوليا، الفلبين، وفيتنام.[37] ساعدت التكنولوجيا مثل الإنترنت في زيادة سهولة الوصول إلى السياحة الجنسية للأطفال في جمهورية كوريا. يقوم بعض الرجال الكوريين بترتيب للحصول على أطفال من الفلبين، تايلاند، والصين كمصادر للجنس.[35] أظهر دراسة من معهد الجريمة الكوري في يناير 2013 أن الرجال الكوريين الجنوبيين هم السوق الرئيسي للسياحة الجنسية للأطفال في جنوب شرق آسيا. "من بين الأجانب الذين يزورون جنوب شرق آسيا، الكوريون الجنوبيون هم المجموعة الأكثر التي تحرك الطلب على الدعارة الأطفال عبر المنطقة."[38] يستمر التقرير قائلاً: "وصف تقرير من وزارة الخارجية الأمريكية في 2008 "الاتجار بالبشر" كوريا الجنوبية بأنها مصدر كبير للطلب على السياحة الجنسية للأطفال في جنوب شرق آسيا وجزر المحيط الهادئ." يزعم يون هي-جون، رئيس مجموعة في سيول التي تناضل ضد الاتجار بالجنس، "إذا زرت أي بيت دعارة في فيتنام أو كمبوديا، يمكنك رؤية منشورات مكتوبة باللغة الكورية."[38] على الرغم من أن كوريا الجنوبية لديها تشريعات لمحاكمة المواطنين الكوريين الذين يكونون مرتكبي الجرائم الجنسية ضد الأطفال في الخارج، أفاد تقرير لعام 2014 بأنه "لم تقم الحكومة بمحاكمة أو إدانة أي سياح جنسيين كوريين خلال السنوات السبع الماضية".[39]
- لاوس: ينص "قانون العقوبات اللاوسي"، المادة 131 على: "الاتجار بالبشر يعني التوظيف، الانتقال، النقل، الاستقبال أو إيواء أي شخص داخل أو عبر الحدود الوطنية عن طريق الخداع، التهديدات، استخدام القوة، عبودية الدين أو أي وسائل أخرى [واستخدام هذا الشخص في] العمل القسري، الدعارة، الإباحية، أو أي شيء يتعارض مع التقاليد الطيبة للأمة، أو إزالة أعضاء مختلفة من جسد ذلك الشخص [من الشخص]"، أو لأغراض غير قانونية أخرى. يتم اعتبار أي من الأعمال المذكورة أعلاه ضد الأطفال دون 18 عامًا على أنها اتجار بالبشر حتى وإن لم يكن هناك خداع أو تهديد أو استخدام القوة أو عبودية الدين. أي شخص يشارك في الاتجار بالبشر سيُعاقب بالسجن من خمس إلى خمس عشرة سنة ويدفع غرامة تتراوح من 10,000,000 كيب إلى 100,000,000 كيب".[40] ينص "قانون تنمية وحماية المرأة اللاوسي"، المادة 24 على: "إذا ارتكبت هذه الأعمال ضد الأطفال دون سن 18 عامًا، فإنه حتى وإن لم يكن هناك خداع أو تهديد أو قوة أو عبودية الدين، سيعتبر أن الاتجار قد حدث. أي فرد يتعاون مع الجاني [الذي يرتكب] جريمة ذكر أعلاه، سواء كان بالتحريض، توفير الموارد أو المركبات للجاني، توفير المأوى، أو إخفاء أو إزالة آثار الجريمة، سيُعتبر شريكًا في الاتجار بالنساء والأطفال".[40] وفقًا لتقرير وزارة الخارجية الأمريكية لعام 2008: "الفساد في الشرطة، وضعف القطاع القضائي، وقلة فهم الشعب للنظام القضائي حال دون تنفيذ قوانين مكافحة الاتجار بالبشر... ظل الفساد مشكلة مع وجود مسؤولين حكوميين عرضة للمشاركة أو التواطؤ في الاتجار بالبشر."[41]
- منغوليا: تقرير "الاتجار بالبشر" لعام 2010 أفاد بأن السياح الكوريين الجنوبيين واليابانيين يشاركون في السياحة الجنسية للأطفال في منغوليا.[35] نفذت الحكومة المنغولية قوانين بشأن الدعارة للأطفال. يحظر القانون الجنائي الدعارة المنظمة لأي شخص تحت سن 16، وهو سن الرشد الجنسي في منغوليا.[33] ليس فقط الدعارة للأطفال تحت سن 16 غير قانونية، بل إن الجنس مع شخص تحت سن 16 غير قانوني أيضًا. عدم الامتثال لهذا القانون قد يؤدي إلى السجن ثلاث سنوات أو خدمة مجتمعية لمدة ثمانية عشر شهرًا. كما أن الاغتصاب غير قانوني في منغوليا، مع عقوبة تتراوح بين سنتين إلى ست سنوات في السجن. إذا كانت هناك انتهاكات متكررة أو إصابات للضحايا، فإن هذه العقوبات تتضاعف.[33]
- الفلبين: تعتبر السياحة الجنسية للأطفال مشكلة خطيرة في الفلبين. تقرير "الاتجار بالبشر" لعام 2010 أفاد بأن السياح القادمين من شمال شرق آسيا وأستراليا وأوروبا وأمريكا الشمالية يشاركون في ممارسة الجنس مع الأطفال. مع وجود تكنولوجيا جديدة مثل الإنترنت، يقيم بعض الأطفال علاقات إلكترونية مع رجال من دول أخرى ويحصلون على المال في المقابل.[35] يشمل زوار الفلبين الذين يشاركون في الدعارة مع الأطفال السياح اليابانيين والأستراليين والكوريين الجنوبيين. ينتشر الفقر في المناطق الساحلية والمناطق النائية، مما يعرض الأطفال للاستغلال. في عام 2010، تم اعتقال أكثر من 300 شخص بتهمة السياحة الجنسية للأطفال.[33]
- تايلاند: عملت المنظمات الحكومية وغير الحكومية معًا لإغلاق بيوت الدعارة. كما حاولوا زيادة الوعي حول السياحة الجنسية للأطفال واتخذوا محاولات لوقفها.[35] في عام 2008، تم تسجيل 27,000 امرأة وطفل تم الإبلاغ عن تلقيهم العلاج الطبي بسبب إصابات متعلقة بالإساءة الجنسية.[42] العديد من الأطفال في تايلاند ليسوا مسجلين عند الولادة، مما يسمح لهم بسهولة بالاتجار إلى دول أخرى وإجبارهم على العمل القسري، بما في ذلك الاستغلال الجنسي.[42]

### أمريكا الشمالية
- باربادوس: لم تتخذ حكومة باربادوس أي إجراءات ملحوظة للحد من الطلب على الأنشطة الجنسية التجارية، على الرغم من أن التعليقات العامة حول مشكلة سياحة الجنس، بما في ذلك سياحة الجنس للأطفال، قد زادت.[32]
- جمهورية الدومينيكان: تقول بعض التقارير إن سياحة الجنس للأطفال تعد مشكلة حالياً، لا سيما في المناطق الساحلية المنتجع، مع وصول سياح جنس الأطفال على مدار العام من دول مختلفة.[32] كما ورد أنه يوجد في التشريعات الحالية بعض التناقضات والفجوات التي قد تعرقل تفسير وتطبيق التشريعات.[33] يعرّف "قانون حماية حقوق الأطفال والمراهقين" رقم 136-03 جريمة استخدام الأطفال والمراهقين في الأنشطة الجنسية المدفوعة.[33] فقط بعض طرق إنتاج وتوزيع المواد الإباحية تُعتبر أنشطة إجرامية، في حين أن حيازة المواد الإباحية للأطفال تخضع للعقوبات.[33]
- كوبا: تقرير الاتجار بالأشخاص لعام 2010 يفيد بأن حكومة كوبا لم تتخذ أي جهود معروفة للحد من الطلب على الجنس التجاري.[32] علاوة على ذلك، يُقال إن الحكومة لا تعترف بمشكلة سياحة الجنس للأطفال لكنها منعت مؤخراً الأطفال دون سن 16 من دخول الملاهي الليلية.[32] وفقاً للوثائق الحكومية الكوبية، تم توفير تدريب لأولئك العاملين في صناعة السياحة حول كيفية التعرف على السياح الجنسيين المحتملين والإبلاغ عنهم.[32]
- السلفادور: ثلث الأطفال المستغلين جنسياً الذين تتراوح أعمارهم بين 14 و17 عاماً هم من الأولاد. وكان متوسط عمر الدخول في البغاء بين جميع الأطفال الذين تم مقابلتهم هو 13 سنة. وكانوا يعملون بمتوسط خمسة أيام في الأسبوع، على الرغم من أن حوالي 10% منهم أشاروا إلى أنهم يعملون سبعة أيام في الأسبوع. مؤخراً، زادت المشكلة، خاصة بسبب الهجرة. يتم خداع العديد من الأطفال بالوعود بالوظائف، ويتم اختطافهم وإرسالهم إلى دول في أمريكا الشمالية بواسطة أجانب من المكسيك أو البلدان المجاورة. معظم الضحايا هم أطفال سلفادوريون من المناطق الريفية الذين يُجبرون على الاستغلال الجنسي التجاري في المناطق الحضرية.

لم تلتزم حكومة السلفادور بالكامل بالمعايير الدنيا للقضاء على الاتجار بالبشر، لكنها تبذل جهوداً كبيرة لتحقيق ذلك. خلال فترة التقرير، استمرت الحكومة في جهود إنفاذ القانون لمكافحة الاتجار بالبشر واستمرت في توفير الخدمات للأطفال الذين تم تهريبهم للاستغلال الجنسي. استمرت الحكومة السلفادورية في جهود الوقاية من الاتجار بالبشر خلال فترة التقرير. أبرمت الحكومة شراكات أو استمرت في شراكات مع المنظمات غير الحكومية والمنظمات الدولية والحكومات الأجنبية بشأن المبادرات الخاصة بمكافحة الاتجار بالبشر. في مايو 2009، تعاونت الحكومة مع منظمة غير حكومية لإطلاق حملة تهدف تحديداً إلى زيادة الوعي بالاستغلال الجنسي التجاري للأطفال، حيث وصلت الحملة إلى حوالي 4500 طفل وكبار. شملت الحكومة معلومات مكافحة الاتجار بالبشر في التدريب الذي تقدمه للقوات العسكرية قبل نشرهم في بعثات حفظ السلام الدولية.
- جامايكا: أفاد تقرير الاتجار بالأشخاص لعام 2010 بأن المنظمات غير الحكومية (المنظمات غير الحكومية) والمراقبون المحليون ذكروا أن هناك مشكلة سياحة الجنس للأطفال بالقرب من مناطق المنتجعات في جامايكا.[32]
- ترينيداد وتوباغو: وفقاً لحكومتي ترينيداد وتوباغو، لم تُسجل أي تقارير أو ملاحقات قضائية تتعلق بسياحة الجنس للأطفال.[32]

### أمريكا الجنوبية
- الأرجنتين: أفادت وزارة الخارجية الأمريكية بأن سياحة الجنس للأطفال هي مشكلة في الأرجنتين، خاصة على الحدود وفي بوينس آيرس. لا يُحظر قانون العقوبات الأرجنتيني تحديداً سياحة الجنس للأطفال.[33][35] ولم تكن هناك أي ملاحقات قضائية تتعلق بالجنس للأطفال في الفترة 2009–2010. في محاولة للحد من سياحة الجنس للأطفال، أصدر المسؤولون الحكوميون قانوناً يأمر بتكثيف جهود إنفاذ القانون لإغلاق جميع بيوت الدعارة التي أبلغت عنها المنظمات غير الحكومية. ولكن هذا غير فعال لأن بيوت الدعارة غالباً ما تُنبه من قبل الشرطة المحلية قبل المداهمات.[35][44]
- البرازيل: أفادت وزارة الخارجية الأمريكية بأن سياحة الجنس للأطفال ما زالت مشكلة خطيرة، خاصة في المناطق السياحية في شمال شرق البرازيل. معظم سياح الجنس الأطفال يأتون من أوروبا، ويأتي البعض من الولايات المتحدة. لا تشارك السلطات البرازيلية بشكل مباشر في محاكمة السياح الجنسيين، بل تسمح للمنظمات غير الحكومية بمحاكمة أولئك الذين يشاركون في سياحة الجنس للأطفال.[35] ينص قانون برازيلي تم تقديمه حديثاً في عام 2000 على أنه "يتم معاقبة الشخص الذي يقدّم طفلاً أو مراهقاً، كما هو محدد في الفقرة 2 (الأطفال: الأشخاص الذين تقل أعمارهم عن 12 سنة؛ المراهقون: الأشخاص الذين تتراوح أعمارهم بين 12 و 18)، للبغاء أو الاستغلال الجنسي بالسجن من أربع إلى عشر سنوات وغرامة."[33]
- كولومبيا: يحظر المادة 219 من القانون الجنائي الكولومبي "تنظيم أو تسهيل سياحة الجنس" ويوفر عقوبات بالسجن من 3 إلى 8 سنوات، لكن لم تُسجل أي ملاحقات قضائية أو إدانات لسياح الجنس الأطفال.[35] في السنوات الأخيرة، عززت كولومبيا التشريعات المتعلقة بالتحكم في تهريب الأطفال، خاصة لمتابعة تطبيق القانون الجنائي. ومع ذلك، لا يزال قانون قيد الموافقة من قبل قانون الأطفال والمراهقين، الذي يتضمن حقوق وضمانات الأطفال والمراهقين ضحايا الاستغلال الجنسي التجاري.[33]
- الإكوادور: تحدث سياحة الجنس للأطفال في الغالب في المناطق الحضرية، وفي الوجهات السياحية مثل مدينة تينا وجزر غالاباغوس.[35]
- بيرو: توجد سياحة الجنس للأطفال في إيكويتوس، مادري دي ديوس، وكوزكو. ويُقال إن المهربين يعملون بشكل غير قانوني في بعض المناطق التي تفتقر إلى السلطة الحكومية.[35] على الرغم من أن بعض مناطق البلاد تُعرف بأنها وجهات سياحية للجنس للأطفال وتحظر القوانين البيروفية هذه الممارسة، إلا أنه لم تُسجل أي إدانات لسياح الجنس الأطفال. قامت الحكومة بتدريب 710 موظف حكومي ومزودي خدمات السياحة حول سياحة الجنس للأطفال، وأجرت حملة توعية عامة بشأن القضية، وتواصلت مع صناعة السياحة لزيادة الوعي بشأن سياحة الجنس للأطفال؛ حتى الآن، وقّعت 60 شركة اتفاقيات مدونة سلوك على مستوى البلاد.[35]
- أوروغواي: استمرت جهود المسؤولين الحكوميين في الوصول إلى عمال الفنادق وغيرهم في قطاع السياحة الأوسع لزيادة الوعي بشأن سياحة الجنس للأطفال والاستغلال الجنسي التجاري للأطفال. يستمر النظام التعليمي في أوروغواي في تضمين التعليم حول الاتجار بالبشر في المدارس الثانوية.[35]

## الولاية القضائية خارج الحدود
تتزايد عدد البلدان التي لديها تشريعات خارج الحدود التي تحاكم مواطنيها في وطنهم إذا تورطوا في سلوك جنسي غير قانوني في دولة أجنبية مع الأطفال. في عام 2008، أفادت إي كيب آي إيه تي بأن 44 دولة كانت تمتلك تشريعات خارج الحدود تتعلق بالجنس التجاري للأطفال. تشمل القائمة التالية الاستشهادات المحددة:

### أستراليا
كانت أستراليا واحدة من أولى الدول التي قدمت قوانين توفر عقوبات بالسجن لمواطنيها والمقيمين فيها الذين يتورطون في نشاط جنسي مع الأطفال في دول أجنبية. تحتوي القوانين على قانون تعديل الجرائم (سياحة الجنس للأطفال) لعام 1994 الذي دخل حيز التنفيذ في 5 يوليو 1994. كما يعتبر القانون أن التشجيع أو الاستفادة أو الربح من أي نشاط يروج للنشاط الجنسي مع الأطفال جريمة.
يعد من الجرائم أن يشارك المواطنون الأستراليون أو المقيمون الدائمون أو الكيانات القانونية في أو يسهلوا أو يحققوا فائدة من النشاط الجنسي مع الأطفال (دون 16 عاماً) أثناء تواجدهم في الخارج. تحمل هذه الجرائم عقوبات تصل إلى 25 سنة من السجن للأفراد وتصل إلى 500,000 دولار غرامات للشركات.

### كندا
أدرجت كندا في قانونها الجنائي أحكامًا تسمح بالقبض على الكنديين ومحاكمتهم في كندا عن الجرائم التي ارتكبوها في دول أجنبية والمتعلقة بسياحة الجنس للأطفال، مثل الدعارة للأطفال، وكذلك الجرائم المتعلقة بالاستغلال الجنسي للأطفال، مثل الأفعال الفاحشة، وصور الأطفال الإباحية، والزنا (مشروع قانون C-27 وC-15A الذي دخل حيز التنفيذ في 26 مايو 1997، و23 يوليو 2002 على التوالي). وتحمل الإدانات عقوبة تصل إلى 14 عامًا من السجن.

### هونغ كونغ
في هونغ كونغ، أدخلت لائحة منع المواد الإباحية للأطفال (المرسوم رقم 579) في ديسمبر 2003 جرائم تتعلق بسياحة الجنس للأطفال، مما منح أثرًا خارج الحدود لـ 24 جريمة جنسية مدرجة في الجدول 2 الجديد للمرسوم الجنائي (المرسوم رقم 200). وهذا يجعل الأفعال التي تُرتكب ضد الأطفال خارج هونغ كونغ غير قانونية إذا كان المدعى عليه أو الطفل لهما علاقة بهونغ كونغ. كما يعتبر جريمة ترتيب أي اتفاق يتعلق بارتكاب مثل هذه الأفعال ضد الأطفال أو الإعلان عن أي من هذه الترتيبات.

### أيرلندا
في أيرلندا، يمنح قانون الجرائم (الجرائم الجنسية) لعام 2017 للمدعين العامين الولاية القضائية العالمية عند ملاحقة الجناة المولودين في أيرلندا أمام المحاكم بتهم جنائية تتعلق بالاستغلال الجنسي للأطفال، حيث تُعامل الجرائم مثل الأفعال الجنسية مع الأطفال أو إنتاج صور الأطفال الإباحية كما لو كانت قد ارتكبت في أيرلندا نفسها بغض النظر عن الدولة التي وقعت فيها.

### إسرائيل
ينص القانون الجنائي الإسرائيلي، الفصل 1، المادة 15، على أن القانون الجنائي الإسرائيلي ينطبق على الجرائم الأجنبية، سواء كانت جناية أو جنحة، التي يرتكبها مواطن إسرائيلي أو مقيم في إسرائيل، دون استثناء، في الحالات المتعلقة بالفصل الثامن، المادة العاشرة (الدعارة والفحش) فيما يتعلق بالقاصرين.
المادة 203ب تحت المادة العاشرة هي قوانين جزائية تتعلق باستغلال القاصرين في الدعارة عن طريق التواطؤ والاتجار بالبشر.
المادة 203ج تحت نفس المادة هي قانون جزائي يخص العميل: "الشخص الذي استفاد من فعل دعارة مع قاصر، سيكون عرضة للسجن لمدة ثلاث سنوات."
اعتبارًا من فبراير 2016، كانت المادة 203ج قيد تعديل لزيادة مدة السجن من ثلاث سنوات إلى خمس سنوات.

### اليابان
تنص "قانون معاقبة الأفعال المتعلقة بالدعارة للأطفال والمواد الإباحية للأطفال، وحماية الأطفال" لعام 1999 على أنه "يتم معاقبة الشخص الذي يشارك في الدعارة للأطفال، أو يبيع منتجات المواد الإباحية للأطفال أو ينقل الأطفال الأجانب إلى دولة أخرى بهدف إجبارهم على الدعارة، بالسجن مع الأشغال الشاقة أو غرامة. ويُعاقب المواطنون اليابانيون الذين يرتكبون مثل هذه الجرائم في الخارج بنفس العقوبة".

### نيوزيلندا
بموجب "قانون تعديل الجرائم لعام 2005" "...يعد ذلك جريمة: بالنسبة للمواطنين والمقيمين في نيوزيلندا المشاركة في السلوك الجنسي أو الأنشطة مع طفل في دولة أخرى".

### روسيا
القانون الجنائي الروسي، المادة 12 تنص على "تطبيق القانون الجنائي على الأشخاص الذين ارتكبوا جرائم خارج حدود الاتحاد الروسي[:] 1. يُسأل المواطنون الروس والأشخاص عديمو الجنسية المقيمون بشكل دائم في الاتحاد الروسي الذين ارتكبوا جريمة خارج الاتحاد الروسي تمس المصالح التي يحميها هذا القانون عن المسؤولية الجنائية وفقًا لهذا القانون، ما لم يكن هناك قرار من محكمة دولة أجنبية بشأن هذه الجريمة فيما يتعلق بهؤلاء الأشخاص".
القانون الفيدرالي رقم 380-FZ بتاريخ 28 ديسمبر 2013 عدل القانون الجنائي بإضافة قوانين بشأن تلقي الخدمات الجنسية من قاصر. بموجب المادة المعدلة 240.1 من القانون الجنائي، "يعد تلقي الخدمات الجنسية من قاصر يتراوح عمره بين 16 و18 عامًا من شخص بلغ سن الـ18 جريمة يعاقب عليها بما يصل إلى 240 ساعة من العمل الإلزامي، أو تقييد الحرية لمدة تصل إلى عامين، أو العمل القسري لمدة تصل إلى 4 سنوات، أو الحرمان من الحرية لنفس الفترة. في هذه المادة، يُفهم من الخدمات الجنسية ممارسة الجماع، اللواط، السحاق أو أي أفعال ذات طبيعة جنسية، بشرط أن يتم تنفيذها مقابل تعويض مادي أو أي نوع آخر من المكافآت للقاصر أو طرف ثالث أو وعد بمكافأة للقاصر أو طرف ثالث".
المادة 240.3 (التي تم تعديلها بموجب "القانون الفيدرالي رقم 14-FZ بتاريخ 29 فبراير 2012") تنص على "الأفعال الواردة في الجزئين الأول والثاني من هذه المادة التي تُرتكب مع مشاركة في الدعارة لأشخاص تقل أعمارهم عن 14 عامًا – يعاقب عليها بحرمان من الحرية لمدة تتراوح من 3 إلى 10 سنوات مع أو بدون الحرمان من الحق في شغل وظائف معينة أو ممارسة أنشطة معينة لمدة تصل إلى 15 عامًا مع تقييد الحرية لمدة تتراوح من عام إلى عامين أو بدون ذلك".

### سنغافورة
ينص قانون العقوبات في سنغافورة، المادة 376C (الجنس التجاري مع قاصر تحت 18 عامًا خارج سنغافورة) على: "(1) يُعتبر أي شخص، سواء كان مواطنًا أو مقيمًا دائمًا في سنغافورة، ارتكب خارج سنغافورة أي فعل يشكل، إذا تم في سنغافورة، جريمة بموجب المادة 376B، مذنبًا في جريمة".

### سويسرا
تُصرح الشرطة الفيدرالية السويسرية "لقد كثّف السلطات الفيدرالية السويسرية جهودها في محاربة سياحة الجنس مع الأطفال في السنوات الأخيرة. وتعاونت وحدة خاصة من fedpol تتعامل مع قضايا المواد الإباحية للأطفال والانتهاكات الجنسية مع الأطفال بشكل وثيق مع العديد من الجهات الشريكة سواء في الداخل أو الخارج. منذ يونيو 2008، أصبح من الممكن للجمهور استخدام نموذج عبر الإنترنت للإبلاغ عن حالات سياحة الجنس مع الأطفال إلى السلطات القضائية المعنية".
القانون الجنائي السويسري المادة 5 3. (نطاق تطبيق القانون / الجرائم ضد القاصرين في الخارج) تنص على: "1 هذا القانون ينطبق أيضًا على أي شخص موجود في سويسرا، ولم يتم تسليمه، وارتكب أي من الجرائم التالية في الخارج: أ.3 الأفعال الجنسية مع الأشخاص التابعين (المادة 188) والأفعال الجنسية مع القاصرين مقابل دفع (المادة 196)؛ ب. الأفعال الجنسية مع الأطفال (المادة 187) إذا كان الضحية أقل من 14 عامًا؛".
المادة 296 3. (استغلال الأفعال الجنسية / الأفعال الجنسية مع القاصرين مقابل دفع) تم تعديلها في 27 سبتمبر 2013، وتنص على: "أي شخص يرتكب أفعالًا جنسية مع قاصر أو يحرض قاصرًا على ارتكاب مثل هذه الأفعال ويقوم بدفع أو يعد بدفع مقابل لذلك، يعاقب بالسجن لمدة لا تتجاوز ثلاث سنوات أو بغرامة مالية".
المادة 187 1. (تعريض تطور القاصرين للخطر / الأفعال الجنسية مع الأطفال) تنص على: "1. أي شخص يقوم بفعل جنسي مع طفل تحت سن 16 عامًا، أو يحرض طفلًا على ارتكاب مثل هذا الفعل، أو يشرك طفلًا في فعل جنسي، يعاقب بالسجن لمدة لا تتجاوز خمس سنوات أو بغرامة مالية. 2. الفعل ليس جريمة إذا كانت الفجوة في العمر بين الأشخاص المعنيين لا تزيد عن ثلاث سنوات."

### كوريا الجنوبية
بموجب "قانون حماية الأطفال والمراهقين من الإساءة الجنسية"، المادة 33 (عقوبة المواطنين الكوريين الذين يرتكبون جرائم في الخارج) تنص على: "عند متابعة معاقبة مواطن كوري ارتكب جريمة جنسية ضد طفل أو مراهق خارج أراضي جمهورية كوريا، وفقًا للمادة 3 من القانون الجنائي، يجب على الدولة السعي للحصول على المعلومات الجنائية بسرعة من الدولة الأجنبية المعنية ومعاقبة الجاني". وفقًا لتقرير "إيكا بات" لعام 2012 "هناك حاجة للتقدم فيما يتعلق بتطبيق الولاية القضائية خارج الحدود فيما يخص المواطنين الذين يرتكبون جرائم جنسية مع الأطفال في الخارج... وفقًا لأي قانون كوري جنائي يُطبق، يختلف تعريف "الطفل"... هذه التعريفات المتفاوتة تخلق حالة من الغموض فيما يتعلق بكيفية تطبيق القوانين المختلفة وتدعو إلى نقص التعاون أو افتقار الوحدة في التنفيذ من قبل الوكالات المتعددة" 

### المملكة المتحدة
ينص قانون الجرائم الجنسية لعام 2003 على أن المواطنين والمقيمين البريطانيين الذين يرتكبون جرائم جنسية ضد الأطفال في الخارج يمكن محاكمتهم في إنجلترا وويلز وأيرلندا الشمالية. وتطبق أحكام مماثلة في اسكتلندا بموجب قانون توحيد القانون الجنائي (اسكتلندا) لعام 1995. بعض الجرائم تحمل عقوبات تصل إلى السجن المؤبد، وأي شخص يُدان سيُدرج في سجل مرتكبي الجرائم الجنسية. اعتبارًا من 2013، يوجد اثنان من المواطنين البريطانيين في السجن بعد محاكمات استنادًا إلى هذا التشريع: باري ماكلود وديفيد غراهام.

### الولايات المتحدة
بموجب قانون PROTECT لعام 2003، يُعتبر من الجرائم الفدرالية، القابلة للملاحقة في الولايات المتحدة، أن يقوم المواطن الأمريكي أو المقيم الدائم في الولايات المتحدة بالانخراط في سلوك جنسي غير مشروع في بلد أجنبي مع شخص تحت سن 18 عامًا، سواء كان المواطن الأمريكي أو المقيم الدائم ينوي القيام بذلك السلوك الجنسي قبل الذهاب إلى الخارج أم لا. يشمل سلوك الجنس غير المشروع، لأغراض قانون PROTECT، أي فعل جنسي تجاري في بلد أجنبي مع شخص تحت سن 18 عامًا. ويعرف القانون الفعل الجنسي التجاري بأنه أي فعل جنسي يتم مقابل شيء ذي قيمة يُعطى أو يُستلم من قبل شخص تحت سن 18 عامًا. قبل إصدار قانون PROTECT لعام 2003، كان يتعين على المدعين العامين إثبات أن السياح الجنسيين ذهبوا إلى الخارج بنية الاعتداء على الأطفال—وهو أمر شبه مستحيل إثباته. لكن قانون PROTECT حول العبء، مما جعل المعتدين مسؤولين عن الفعل نفسه. تم مضاعفة العقوبات من السجن لمدة تصل إلى 15 عامًا إلى السجن لمدة تصل إلى 30 عامًا.

### الاتحاد الأوروبي
بموجب التوجيه الأوروبي 2011/93/EU بتاريخ 13 ديسمبر 2011 بشأن مكافحة الاعتداءات الجنسية والاستغلال الجنسي للأطفال وصور الأطفال الإباحية، يجب على الدول الأعضاء ملاحقة مواطنيها في جرائم الاعتداء الجنسي على الأطفال المرتكبة في الخارج. بحلول عام 2015، قامت معظم الدول الأعضاء بتنفيذ هذا التوجيه.
هناك تعديل مقترح للتوجيه وهو — اعتبارًا من 9 نوفمبر 2024— قيد النظر.

## روابط خارجية
- الدراسة العالمية بشأن الاستغلال الجنسي للأطفال في السفر والسياحة بواسطة ECPAT